# 리마리현
리마리현(스페인어: Provincia de Limarí)은 칠레 코킴보 주를 구성하는 3개의 현 가운데 하나로 현도는 오바예이며 면적은 13,553.2km2, 인구는 161,950명(2012년 기준), 인구 밀도는 12명/km2이다.